# Gabriel (Rozanow)
Gabriel, imię świeckie Wasilij Fiodorowicz Rozanow (ur. 15 stycznia?/26 stycznia 1781, zm. 27 sierpnia?/8 września 1858) – rosyjski biskup prawosławny.

## Życiorys
Był synem kapłana prawosławnego. Naukę w seminarium duchownym rozpoczął w Kostromie, zaś zakończył w seminarium przy Ławrze Troicko-Siergijewskiej. W seminarium kostromskim został następnie zatrudniony jako wykładowca. 15 października 1811 złożył wieczyste śluby mnisze i został mianowany prefektem seminarium duchownego w Wołogdzie oraz przełożonym monasteru Przemienienia Pańskiego na Wyspie Kamiennej. 11 września 1814 objął obowiązki rektora seminarium duchownego w Wołogdzie oraz przełożonego monasteru Spaso-Priłuckiego. Od 1819 do 1820 był katechetą I korpusu kadetów, przebywał w Petersburgu. W 1820 mianowany przełożonym Monasteru Tołgskiego i znajdującego się przy nim seminarium duchownego.
18 września 1821 miała miejsce jego chirotonia na biskupa orłowskiego. Po siedmiu latach został przeniesiony do eparchii jekaterynosławskiej. W 1832 otrzymał godność arcybiskupią. W latach 1837–1848 był arcybiskupem chersońskim i taurydzkim. W Odessie, gdzie rezydował, wzniósł kilka nowych cerkwi i nowy dom biskupi, otworzył żeński monaster św. Michała Archanioła, przy którym powstała szkoła dla dziewcząt, zorganizował seminarium duchowne. Następnie od 1848 do 1857 był biskupem twerskim. W 1857 przeniesiony w stan spoczynku, rok później zmarł.
Interesował się historią i archeologią, publikował prace o tej tematyce.